# EHF Champions League 2012/13
An der EHF Champions League 2012/13 nahmen 37 Handball-Vereinsmannschaften teil, die sich in der vorangegangenen Saison in ihren Heimatligen für den Wettbewerb qualifiziert hatten. Es war die 53. Austragung der EHF Champions League bzw. des Europapokals der Landesmeister. Die Pokalspiele begannen am 8. September 2012, das Finale im Final Four fand am 2. Juni 2013, zum vierten Mal in der Kölner Lanxess Arena, statt.

## Modus
Qualifikation: Die Qualifikation wurde im Rahmen mehrerer Final-Four-Turniere ausgetragen: Vier Gruppen à vier Teams und eine Zweiergruppe mit Hin- und Rückspiel. Pro Gruppe qualifizierte sich das beste Team. Die ausscheidenden dreizehn Teams zogen in den EHF Europa Pokal ein.
Gruppenphase: Es gab vier Gruppen mit je sechs Mannschaften. In einer Gruppe spielte jeder gegen jeden ein Hin- und Rückspiel; die jeweils vier Gruppenbesten erreichten das Achtelfinale.
Achtelfinale: Das Achtelfinale wurde im K.-o.-System mit Hin- und Rückspiel gespielt. Der Gewinner jeder Partie zog in das Viertelfinale ein.
Viertelfinale: Das Viertelfinale wurde im K.-o.-System mit Hin- und Rückspiel gespielt. Der Gewinner jeder Partie zog in das Halbfinale ein.
Final Four: Zum vierten Mal gab es ein Final-Four-Turnier; das Halbfinale und Finale wurde am 1. und 2. Juni 2013 in der Lanxess Arena in Köln ausgetragen. Das Halbfinale wurde im K.-o.-System gespielt. Der Gewinner jeder Partie zog in das Finale ein. Der Verlierer jeder Partie zog in das Spiel um den dritten Platz ein. Es wurde pro Halbfinale nur ein Spiel ausgetragen. Auch das Finale und das Spiel um Platz drei wurden im einfachen Modus ausgespielt.

## Qualifikation
Die Auslosung der Qualifikation fand am 3. Juli 2012 in Wien statt.
Es nehmen 18 Teams teil, die sich vorher für den Wettbewerb qualifiziert haben.
Die vier Teilnehmer am Wildcard Turnier wurden am 21. Juni am Rande des EHF Kongresses bestimmt.

### Qualifizierte Teams
Jede der drei Mannschaften eines Topfes werden auf eine Gruppe von eins bis drei verteilt. Aus dem Topf eins spielt ein Team gegen ein Team der vierten Gruppe. Dabei kommen nie zwei Teams aus einem Topf in eine Gruppe. Die Gruppe W setzte sich aus Mannschaften zusammen, die nach Ansicht der EHF das Niveau der Champions League erhöhen sollen. Es hatten sich fünf Vereine für das Wildcard-Turnier gemeldet. Am 21. Juni wurde entschieden, dass der slowenische Verein RK Koper nicht an diesem Turnier teilnehmen durfte.

Am 2. August 2012 gab die EHF bekannt, dass die insolvente AG Kopenhagen nicht an der Champions League Saison 2012/13 teilnehmen wird. Der vakante Platz in Gruppe C wurde dem dänischen Vizemeister Bjerringbro-Silkeborg zuerkannt, dessen Platz beim Wildcard-Turnier an RK Koper vergeben wurde.
| Topf 1: - HCM Constanța (1. Rumänische Liga) - RK Sloga Doboj (1. Bosnische Liga) - RK Metalurg Skopje (1. Mazedonische Liga) - HC Dinamo Minsk (1. Belarussische Liga) | Topf 2: - HT Tatran Prešov (1. Slowakische Liga) - Haslum HK (1. Norwegische Liga) - RK Partizan Belgrad (1. Serbische Liga) |

| Topf 3: - HK Dynamo Poltawa (1. Ukrainische Liga) - FC Porto (1. Portugiesische Liga) - Maccabi Rishon Le Zion (1. Israelische Liga) | Topf 4: - Alpla HC Hard (1. Österreichische Liga) - Beşiktaş Istanbul (1. Türkische Liga) - RK Lovćen Cetinje (1. Montenegrinische Liga) - SSV Bozen Loacker (1. Italienische Liga) |

| Topf W: - HSV Hamburg (4. Deutsche Liga) - Saint-Raphaël Var Handball (3. Französische Liga) - RK Koper (3. Slowenische Liga) - Wisła Płock (2. Polnische Liga) |

### Gruppen
| Gruppe 1 RK Sloga Doboj RK Partizan Belgrad FC Porto RK Lovćen Cetinje | Gruppe 2 RK Metalurg Skopje Haslum HK HK Dynamo Poltawa Alpla HC Hard | Gruppe 3 HCM Constanța HT Tatran Prešov Maccabi Rishon LeZion SSV Bozen Loacker | Gruppe 4 Beşiktaş Istanbul HC Dinamo Minsk | Gruppe W HSV Hamburg Saint-Raphaël Var Handball RK Koper Wisła Płock |

### Gruppe 1
Das Turnier der Gruppe 1 fand am 8. und 9. September 2012 in der Sportski Centar "Vozdovac" in Belgrad statt.
Die Halbfinalspiele der Gruppe 1 fanden am 8. September 2012 statt. Der Gewinner jeder Partie zog in das Finale um die Teilnahme an der Gruppenphase ein. Die Verlierer nahmen am Spiel um die Plätze drei und vier teil.
| Mannschaft 1                       | Endergebnis       | Mannschaft 2                 | Datum und Zeit          |
| ---------------------------------- | ----------------- | ---------------------------- | ----------------------- |
| RK Sloga Doboj Pešić 7             | 25 : 23 (13 : 10) | RK Lovćen Cetinje Marković 9 | 08.09.12, Sa. 19:30 Uhr |
| RK Sloga Doboj Pešić 7             | Spielbericht      | RK Lovćen Cetinje Marković 9 | 450 Zuschauer           |
| RK Partizan Belgrad Kostadinović 5 | 27 : 25 (14 : 13) | FC Porto Moreira 7           | 08.09.12, Sa. 17:00 Uhr |
| RK Partizan Belgrad Kostadinović 5 | Spielbericht      | FC Porto Moreira 7           | 2.000 Zuschauer         |

Das Spiel der Verlierer fand am 9. September 2012 statt. Der Verlierer der Partie nimmt an der 2. Runde des EHF Europa Pokal teil. Der Gewinner nimmt an der 3. Runde des EHF Europa Pokal teil.
| Mannschaft 1                | Endergebnis       | Mannschaft 2      | Datum und Zeit          |
| --------------------------- | ----------------- | ----------------- | ----------------------- |
| RK Lovćen Cetinje Jovetić 6 | 25 : 31 (10 : 14) | FC Porto Davyes 9 | 09.09.12, So. 17:00 Uhr |
| RK Lovćen Cetinje Jovetić 6 | Spielbericht      | FC Porto Davyes 9 | 500 Zuschauer           |

Das Finale fand am 9. September 2012 statt. Der Gewinner der Partie nimmt an der Gruppenphase der EHF Champions League 2012/13 teil. Der Verlierer nimmt an der 3. Runde des EHF Europa Pokal teil.
| Mannschaft 1           | Endergebnis      | Mannschaft 2                 | Datum und Zeit          |
| ---------------------- | ---------------- | ---------------------------- | ----------------------- |
| RK Sloga Doboj Pešić 8 | 15 : 31 (8 : 15) | RK Partizan Belgrad Maksić 8 | 09.09.12, So. 19:30 Uhr |
| RK Sloga Doboj Pešić 8 | Spielbericht     | RK Partizan Belgrad Maksić 8 | 2.000 Zuschauer         |

### Gruppe 2
Das Turnier der Gruppe 2 fand am 8. und 9. September 2012 in der Rykkinhallen in Rykkinn statt.
Die Halbfinalspiele der Gruppe 2 fanden am 8. September 2012 statt. Der Gewinner jeder Partie zog in das Finale um die Teilnahme an der Gruppenphase ein. Die Verlierer nahmen am Spiel um die Plätze drei und vier teil.
| Mannschaft 1                   | Endergebnis      | Mannschaft 2               | Datum und Zeit          |
| ------------------------------ | ---------------- | -------------------------- | ----------------------- |
| RK Metalurg Skopje Mojsovski 6 | 25 : 19 (10 : 5) | Alpla HC Hard Glušaks 5    | 08.09.12, Sa. 14:00 Uhr |
| RK Metalurg Skopje Mojsovski 6 | Spielbericht     | Alpla HC Hard Glušaks 5    | 310 Zuschauer           |
| Haslum HK Røe 6                | 29 : 28 (9 : 13) | HK Dynamo Poltawa Wasjuk 9 | 08.09.12, Sa. 16:30 Uhr |
| Haslum HK Røe 6                | Spielbericht     | HK Dynamo Poltawa Wasjuk 9 | 750 Zuschauer           |

Das Spiel der Verlierer fand am 9. September 2012 statt. Der Verlierer der Partie nimmt an der 2. Runde des EHF Europa Pokal teil. Der Gewinner nimmt an der 3. Runde des EHF Europa Pokal teil.
| Mannschaft 1              | Endergebnis       | Mannschaft 2                 | Datum und Zeit          |
| ------------------------- | ----------------- | ---------------------------- | ----------------------- |
| Alpla HC Hard Krsmančić 9 | 29 : 23 (16 : 10) | HK Dynamo Poltawa Schindin 6 | 09.09.12, So. 14:00 Uhr |
| Alpla HC Hard Krsmančić 9 | Spielbericht      | HK Dynamo Poltawa Schindin 6 | 173 Zuschauer           |

Das Finale fand am 9. September 2012 statt. Der Gewinner der Partie nimmt an der Gruppenphase der EHF Champions League 2012/13 teil. Der Verlierer nimmt an der 3. Runde des EHF Europa Pokal teil.
| Mannschaft 1                     | Endergebnis      | Mannschaft 2         | Datum und Zeit          |
| -------------------------------- | ---------------- | -------------------- | ----------------------- |
| RK Metalurg Skopje Mirkulovski 8 | 30 : 20 (16 : 8) | Haslum HK Barthold 3 | 09.09.12, So. 16:30 Uhr |
| RK Metalurg Skopje Mirkulovski 8 | Spielbericht     | Haslum HK Barthold 3 | 1.150 Zuschauer         |

### Gruppe 3
Das Turnier der Gruppe 3 fand am 8. und 9. September 2012 in der Sala Sporturilor Constanța in Constanța statt.
Die Halbfinalspiele der Gruppe 1 fanden am 8. September 2012 statt. Der Gewinner jeder Partie zog in das Finale um die Teilnahme an der Gruppenphase ein. Die Verlierer nahmen am Spiel um die Plätze drei und vier teil.
| Mannschaft 1              | Endergebnis       | Mannschaft 2                       | Datum und Zeit          |
| ------------------------- | ----------------- | ---------------------------------- | ----------------------- |
| HCM Constanța Csepreghi 6 | 33 : 22 (16 : 12) | SSV Bozen Loacker Turković 6       | 08.09.12, Sa. 18:00 Uhr |
| HCM Constanța Csepreghi 6 | Spielbericht      | SSV Bozen Loacker Turković 6       | 1.500 Zuschauer         |
| HT Tatran Prešov Číp 7    | 36 : 20 (11 : 8)  | Maccabi Rishon Le Zion Friedmann 4 | 08.09.12, Sa. 20:30 Uhr |
| HT Tatran Prešov Číp 7    | Spielbericht      | Maccabi Rishon Le Zion Friedmann 4 | 150 Zuschauer           |

Das Spiel der Verlierer fand am 9. September 2012 statt. Der Verlierer der Partie nimmt an der 2. Runde des EHF Europa Pokal teil. Der Gewinner nimmt an der 3. Runde des EHF Europa Pokal teil.
| Mannschaft 1                 | Endergebnis       | Mannschaft 2                      | Datum und Zeit          |
| ---------------------------- | ----------------- | --------------------------------- | ----------------------- |
| SSV Bozen Loacker Radovčić 8 | 30 : 33 (19 : 14) | Maccabi Rishon Le Zion Rosental 9 | 09.09.12, So. 18:00 Uhr |
| SSV Bozen Loacker Radovčić 8 | Spielbericht      | Maccabi Rishon Le Zion Rosental 9 | 300 Zuschauer           |

Das Finale fand am 9. September 2012 statt. Der Gewinner der Partie nimmt an der Gruppenphase der EHF Champions League 2012/13 teil. Der Verlierer nimmt an der 3. Runde des EHF Europa Pokal teil.
| Mannschaft 1         | Endergebnis       | Mannschaft 2                  | Datum und Zeit          |
| -------------------- | ----------------- | ----------------------------- | ----------------------- |
| HCM Constanța Toma 7 | 26 : 21 (16 : 10) | HT Tatran Prešov Krištopans 4 | 09.09.12, So. 20:30 Uhr |
| HCM Constanța Toma 7 | Spielbericht      | HT Tatran Prešov Krištopans 4 | 1.500 Zuschauer         |

### Gruppe 4
Das Hinspiel fand am 8. September 2012 statt. Die Rückspiel fand am 9. September 2012 statt. Gespielt wurde im Sportpalast Minsk in Minsk.
Der Gewinner der Partie nimmt an der Gruppenphase der EHF Champions League 2012/13 teil. Der Verlierer nimmt an der 3. Runde des EHF Europa Pokal teil.
| Mannschaft 1                  | Mannschaft 2             | Hinspiel             | Rückspiel            | Gesamt  |
| ----------------------------- | ------------------------ | -------------------- | -------------------- | ------- |
| Beşiktaş Istanbul Arifoğlu 13 | HC Dinamo Minsk Atman 11 | 08.09. Sa. 18:30 Uhr | 09.09. So. 16:00 Uhr | 46 : 61 |
| Beşiktaş Istanbul Arifoğlu 13 | HC Dinamo Minsk Atman 11 | 22 : 30 (9 : 15)     | 24 : 31 (13 : 14)    | 46 : 61 |
| Beşiktaş Istanbul Arifoğlu 13 | HC Dinamo Minsk Atman 11 | 1.500 Zuschauer      | 1.500 Zuschauer      | 46 : 61 |

### Gruppe W
Das Turnier der Gruppe W fand am 8. und 9. September 2012 in der Palais des Sport JF Krakowski in Saint-Raphaël statt.
Die Halbfinalspiele der Gruppe 1 fanden am 8. September 2012 statt. Der Gewinner jeder Partie zog in das Finale um die Teilnahme an der Gruppenphase ein. Die Verlierer nahmen am Spiel um die Plätze drei und vier teil.
| Mannschaft 1                            | Endergebnis       | Mannschaft 2           | Datum und Zeit          |
| --------------------------------------- | ----------------- | ---------------------- | ----------------------- |
| HSV Hamburg Lindberg 6                  | 28 : 26 (15 : 16) | Wisła Płock Ghionea 11 | 08.09.12, Sa. 16:30 Uhr |
| HSV Hamburg Lindberg 6                  | Spielbericht      | Wisła Płock Ghionea 11 | 800 Zuschauer           |
| Saint-Raphaël Var Handball Caucheteux 6 | 28 : 23 (13 : 13) | RK Koper Brumen 10     | 08.09.12, Sa. 19:00 Uhr |
| Saint-Raphaël Var Handball Caucheteux 6 | Spielbericht      | RK Koper Brumen 10     | 1.200 Zuschauer         |

Das Spiel der Verlierer fand am 9. September 2012 statt. Der Verlierer der Partie nimmt an der 2. Runde des EHF Europa Pokal teil. Der Gewinner nimmt an der 3. Runde des EHF Europa Pokal teil.
| Mannschaft 1          | Endergebnis       | Mannschaft 2       | Datum und Zeit          |
| --------------------- | ----------------- | ------------------ | ----------------------- |
| Wisła Płock Nenadić 7 | 27 : 22 (12 : 10) | RK Koper Brumen 11 | 09.09.12, So. 16:00 Uhr |
| Wisła Płock Nenadić 7 | Spielbericht      | RK Koper Brumen 11 | 500 Zuschauer           |

Das Finale fand am 9. September 2012 statt. Der Gewinner der Partie nimmt an der Gruppenphase der EHF Champions League 2012/13 teil. Der Verlierer nimmt an der 3. Runde des EHF Europa Pokal teil.
| Mannschaft 1           | Endergebnis             | Mannschaft 2                          | Datum und Zeit          |
| ---------------------- | ----------------------- | ------------------------------------- | ----------------------- |
| HSV Hamburg Lindberg 8 | 32 : 31 n. V. (13 : 15) | Saint-Raphaël Var Handball Megannem 8 | 09.09.12, So. 19:00 Uhr |
| HSV Hamburg Lindberg 8 | Spielbericht            | Saint-Raphaël Var Handball Megannem 8 | 1.200 Zuschauer         |

## Gruppenphase
Die Auslosung der Gruppenphase fand am 6. Juli 2012 in Herzogenaurach statt.
Es nehmen die 5 Sieger der Qualifikation und die 19 Mannschaften teil, die sich vorher für den Wettbewerb qualifiziert haben.

### Qualifizierte Teams
| Topf 1: - THW Kiel (1. Deutsche Liga) - FC Barcelona (1. Spanische Liga) - Montpellier AHB (1. Französische Liga) - Bjerringbro-Silkeborg (2. Dänische Liga) | Topf 2: - Medwedi Tschechow (1. Russische Liga) - KC Veszprém (1. Ungarische Liga) - RK Zagreb (1. Kroatische Liga) - RK Gorenje Velenje (1. Slowenische Liga) |

| Topf 3: - SG Flensburg-Handewitt (2. Deutsche Liga) - Atlético Madrid (2. Spanische Liga) - KS Kielce (1. Polnische Liga) - Kadetten Schaffhausen (1. Schweizer Liga) | Topf 4: - Chambéry Savoie HB (2. Französische Liga) - IK Sävehof (1. Schwedische Liga) - Füchse Berlin (3. Deutsche Liga) - Ademar León (3. Spanische Liga) |

| Topf 5: - GK Sankt Petersburg (2. Russische Liga) - SC Szeged (2. Ungarische Liga) - RK Celje (2. Slowenische Liga) - RK Partizan Belgrad (Sieger Qualigruppe 1) | Topf 6: - RK Metalurg Skopje (Sieger Qualigruppe 2) - HCM Constanța (Sieger Qualigruppe 3) - HC Dinamo Minsk (Sieger Qualigruppe 4) - HSV Hamburg (Sieger Qualigruppe W) |

### Gruppen
| Gruppe A Montpellier AHB Medwedi Tschechow SG Flensburg-Handewitt Ademar León RK Partizan Belgrad HSV Hamburg | Gruppe B THW Kiel KC Veszprém Atlético Madrid IK Sävehof RK Celje HCM Constanța | Gruppe C Bjerringbro-Silkeborg RK Gorenje Velenje KS Kielce Chambéry Savoie HB GK Newa St. Petersburg RK Metalurg Skopje | Gruppe D FC Barcelona RK Zagreb Kadetten Schaffhausen Füchse Berlin SC Szeged HC Dinamo Minsk |

### Entscheidungen
| Legende |                                                  |
|         | Mannschaft ist für das Achtelfinale qualifiziert |
|         | Mannschaft ist ausgeschieden                     |

### Gruppe A
| Pl. | Mannschaft             | Sp. | S | U | N | T   | GT  | Diff | Pkt |
| --- | ---------------------- | --- | - | - | - | --- | --- | ---- | --- |
| 1.  | HSV Hamburg            | 10  | 7 | 2 | 1 | 313 | 272 | + 41 | 16  |
| 2.  | SG Flensburg-Handewitt | 10  | 6 | 3 | 1 | 310 | 279 | + 31 | 15  |
| 3.  | Medwedi Tschechow      | 10  | 5 | 4 | 1 | 310 | 282 | + 28 | 14  |
| 4.  | Ademar León            | 10  | 3 | 1 | 6 | 265 | 292 | − 27 | 07  |
| 5.  | Montpellier AHB        | 10  | 2 | 2 | 6 | 301 | 311 | − 10 | 06  |
| 6.  | RK Partizan Belgrad    | 10  | 1 | 0 | 9 | 268 | 331 | − 63 | 02  |

| 27. September 2012, Do. 19:00 Uhr in Flensburg, Campushalle                | 3.414 Zuschauer Spielbericht | SG Flensburg-Handewitt Eggert 8                        | 37 : 37 (19 : 18) | Montpellier AHB 8 Gajič           |
| 27. September 2012, Do. 20:30 Uhr in Tschechow, Dworza sporta Olimpiski    | 1.600 Zuschauer Spielbericht | Medwedi Tschechow Kowaljow 8                           | 38 : 31 (21 : 16) | RK Partizan Belgrad 11 Maksić     |
| 29. September 2012, Sa. 19:00 Uhr in León, Palacio de los Deportes de León | 4.200 Zuschauer Spielbericht | Ademar León Ruesga Pasarín 11                          | 26 : 28 (13 : 14) | HSV Hamburg 9 Lindberg            |
| 4. Oktober 2012, Do. 20:00 Uhr in Hamburg, Sporthalle Hamburg              | 2.203 Zuschauer Spielbericht | HSV Hamburg Lindberg 10                                | 27 : 27 (15 : 12) | Medwedi Tschechow 10 Kowaljow     |
| 7. Oktober 2012, So. 19:00 Uhr in Montpellier, Arena Montpellier           | 8.000 Zuschauer Spielbericht | Montpellier AHB Grébille 6                             | 27 : 29 (13 : 15) | Ademar León 7 Ruesga Pasarín      |
| 7. Oktober 2012, So. 19:00 Uhr in Niš, Hala Čair                           | 5.300 Zuschauer Spielbericht | RK Partizan Belgrad Radivojević 8                      | 31 : 37 (15 : 17) | SG Flensburg-Handewitt 13 Eggert  |
| 13. Oktober 2012, Sa. 18:00 Uhr in Niš, Hala Čair                          | 3.500 Zuschauer Spielbericht | RK Partizan Belgrad Ilić 8                             | 33 : 31 (17 : 15) | Ademar León 11 Campos             |
| 14. Oktober 2012, So. 17:30 Uhr in Flensburg, Campushalle                  | 3.425 Zuschauer Spielbericht | SG Flensburg-Handewitt Glandorf 9                      | 36 : 26 (17 : 14) | Medwedi Tschechow 5 Harbok        |
| 14. Oktober 2012, So. 19:00 Uhr in Montpellier, Arena Montpellier          | 8.000 Zuschauer Spielbericht | Montpellier AHB Grébille 11                            | 29 : 33 (14 : 16) | HSV Hamburg 10 Lindberg           |
| 18. Oktober 2012, Do. 20:30 Uhr in Tschechow, Dworza sporta Olimpiski      | 1.500 Zuschauer Spielbericht | Medwedi Tschechow Schelmenko 6                         | 35 : 29 (19 : 15) | Montpellier AHB 10 Accambray      |
| 21. Oktober 2012, So. 16:00 Uhr in Hamburg, Sporthalle Hamburg             | 2.400 Zuschauer Spielbericht | HSV Hamburg Kraus 8                                    | 30 : 24 (17 : 13) | RK Partizan Belgrad 5 Ivošević    |
| 21. Oktober 2012, So. 17:30 Uhr in León, Palacio de los Deportes de León   | 4.700 Zuschauer Spielbericht | Ademar León Ruesga Pasarín 7                           | 29 : 29 (15 : 16) | SG Flensburg-Handewitt 6 Eggert   |
| 17. November 2012, Sa. 18:00 Uhr in León, Palacio de los Deportes de León  | 4.800 Zuschauer Spielbericht | Ademar León Goñi Leoz 5                                | 22 : 29 (10 : 12) | Medwedi Tschechow 7 Gorbok        |
| 18. November 2012, So. 17:00 Uhr in Niš, Hala Čair                         | 3.500 Zuschauer Spielbericht | RK Partizan Belgrad Ilić, Radivojević 7                | 29 : 32 (17 : 17) | Montpellier AHB 12 Gajič          |
| 18. November 2012, So. 17:30 Uhr in Hamburg, O2 World Hamburg              | 5.873 Zuschauer Spielbericht | HSV Hamburg Duvnjak 9                                  | 31 : 28 (13 : 15) | SG Flensburg-Handewitt 7 Glandorf |
| 22. November 2012, Do. 20:30 Uhr in Tschechow, Dworza sporta Olimpiski     | 3.000 Zuschauer Spielbericht | Medwedi Tschechow Dibirow 6                            | 36 : 22 (18 : 8)  | Ademar León 6 Carrillo            |
| 25. November 2012, So. 17:15 Uhr in Flensburg, Flens-Arena                 | 5.466 Zuschauer Spielbericht | SG Flensburg-Handewitt Glandorf 7                      | 29 : 26 (14 : 12) | HSV Hamburg 7 Duvnjak             |
| 25. November 2012, So. 19:00 Uhr in Montpellier, Arena Montpellier         | 3.000 Zuschauer Spielbericht | Montpellier AHB Gajič, Guigou 6                        | 31 : 26 (16 : 10) | RK Partizan Belgrad 6 Radivojević |
| 29. November 2012, Do. 20:00 Uhr in Niš, Hala Čair                         | 3.000 Zuschauer Spielbericht | RK Partizan Belgrad Mitrović 6                         | 27 : 31 (14 : 11) | Medwedi Tschechow 7 Dibirow       |
| 29. November 2012, Do. 20:00 Uhr in Hamburg, Sporthalle Hamburg            | 2.400 Zuschauer Spielbericht | HSV Hamburg Lijewski 7                                 | 32 : 26 (16 : 14) | Ademar León 12 Goñi Leoz          |
| 2. Dezember 2012, So. 19:00 Uhr in Montpellier, Arena Montpellier          | 8.000 Zuschauer Spielbericht | Montpellier AHB Gajič 12                               | 25 : 27 (14 : 12) | SG Flensburg-Handewitt 6 Mogensen |
| 7. Februar 2013, Do. 16:00 Uhr in Tschechow, Dworza sporta Olimpiski       | 2.000 Zuschauer Spielbericht | Medwedi Tschechow Dibirow 7                            | 29 : 29 (17 : 13) | HSV Hamburg 7 Hens                |
| 7. Februar 2013, Do. 19:30 Uhr in Flensburg, Campushalle                   | 3.400 Zuschauer Spielbericht | SG Flensburg-Handewitt Eggert 7                        | 31 : 23 (17 : 13) | RK Partizan Belgrad 5 Radivojević |
| 10. Februar 2013, So. 19:00 Uhr in León, Palacio de los Deportes de León   | 5.000 Zuschauer Spielbericht | Ademar León Goñi Leoz 9                                | 30 : 28 (11 : 13) | Montpellier AHB 9 Accambray       |
| 13. Februar 2013, Mi. 20:30 Uhr in Flensburg, Campushalle                  | 3.524 Zuschauer Spielbericht | SG Flensburg-Handewitt Glandorf, Kaufmann 7            | 27 : 22 (14 : 10) | Ademar León 5 Campos              |
| 16. Februar 2013, Sa. 19:00 Uhr in Niš, Hala Čair                          | 4.200 Zuschauer Spielbericht | RK Partizan Belgrad Ivošević, Milošević, Radivojević 4 | 21 : 42 (10 : 24) | HSV Hamburg 10 Lindberg           |
| 17. Februar 2013, So. 19:00 Uhr in Montpellier, Arena Montpellier          | 7.000 Zuschauer Spielbericht | Montpellier AHB Accambray, Gajič 6                     | 30 : 30 (17 : 17) | Medwedi Tschechow 7 Dibirow       |
| 21. Februar 2013, Do. 20:15 Uhr in Tschechow, Dworza sporta Olimpiski      | 2.500 Zuschauer Spielbericht | Medwedi Tschechow Dibirow 8                            | 29 : 29 (14 : 13) | SG Flensburg-Handewitt 7 Kaufmann |
| 23. Februar 2013, Sa. 18:00 Uhr in León, Palacio de los Deportes de León   | 5.000 Zuschauer Spielbericht | Ademar León Ruesga Pasarín 10                          | 28 : 23 (14 : 10) | RK Partizan Belgrad 5 Radovanović |
| 23. Februar 2013, Sa. 19:00 Uhr in Hamburg, O2 World Hamburg               | 6.752 Zuschauer Spielbericht | HSV Hamburg Lindberg 8                                 | 35 : 33 (18 : 15) | Montpellier AHB 8 Accambray       |

### Gruppe B
| Pl. | Mannschaft      | Sp. | S | U | N | T   | GT  | Diff | Pkt |
| --- | --------------- | --- | - | - | - | --- | --- | ---- | --- |
| 1.  | KC Veszprém     | 10  | 9 | 0 | 1 | 295 | 242 | + 53 | 18  |
| 2.  | THW Kiel        | 10  | 8 | 0 | 2 | 329 | 265 | + 64 | 16  |
| 3.  | Atlético Madrid | 10  | 5 | 0 | 5 | 268 | 269 | − 01 | 10  |
| 4.  | RK Celje        | 10  | 4 | 0 | 6 | 245 | 258 | − 13 | 08  |
| 5.  | HCM Constanța   | 10  | 2 | 0 | 8 | 234 | 283 | − 49 | 04  |
| 6.  | IK Sävehof      | 10  | 2 | 0 | 8 | 276 | 330 | − 54 | 04  |

| 27. September 2012, Do. 19:00 Uhr in Göteborg, Scandinavium     | 2.428 Zuschauer Spielbericht  | IK Sävehof Larsson 9                          | 35 : 31 (19 : 17) | HCM Constanța 5 Čutura               |
| 29. September 2012, Sa. 17:15 Uhr in Veszprém, Veszprém Aréna   | 5.019 Zuschauer Spielbericht  | KC Veszprém Rodríguez Vaquero 5               | 32 : 22 (16 : 11) | RK Celje 4 Mačkovšek                 |
| 30. September 2012, So. 18:00 Uhr in Madrid, Palacio Vistalegre | 8.853 Zuschauer Spielbericht  | Atlético Madrid Lazarov 6                     | 27 : 32 (15 : 17) | THW Kiel 7 Jícha                     |
| 3. Oktober 2012, Mi. 20:00 Uhr in Bukarest, Sala Polivalentă    | 3.000 Zuschauer Spielbericht  | HCM Constanța Čutura 7                        | 27 : 37 (12 : 19) | KC Veszprém 8 Császár                |
| 6. Oktober 2012, Sa. 16:30 Uhr in Celje, Zlatorog Arena         | 1.300 Zuschauer Spielbericht  | RK Celje Marguč 8                             | 22 : 28 (15 : 13) | Atlético Madrid 8 Lazarov            |
| 7. Oktober 2012, So. 16:45 Uhr in Kiel, Sparkassen-Arena        | 9.800 Zuschauer Spielbericht  | THW Kiel Vujin 9                              | 43 : 34 (25 : 15) | IK Sävehof 8 Bliznac                 |
| 11. Oktober 2012, Do. 20:00 Uhr in Kiel, Sparkassen-Arena       | 9.500 Zuschauer Spielbericht  | THW Kiel Ilić 5                               | 35 : 14 (16 : 7)  | HCM Constanța 4 Angelowski           |
| 13. Oktober 2012, Sa. 20:00 Uhr in Celje, Zlatorog Arena        | 2.280 Zuschauer Spielbericht  | RK Celje Marguč 9                             | 31 : 25 (17 : 14) | IK Sävehof 5 Nielsen                 |
| 14. Oktober 2012, So. 18:00 Uhr in Madrid, Palacio Vistalegre   | 4.831 Zuschauer Spielbericht  | Atlético Madrid Aguinagalde Aquizu 4          | 26 : 27 (13 : 15) | KC Veszprém 10 Nagy                  |
| 17. Oktober 2012, Mi. 19:00 Uhr in Göteborg, Scandinavium       | 3.128 Zuschauer Spielbericht  | IK Sävehof Bliznac 7                          | 35 : 30 (17 : 16) | Atlético Madrid 6 Lazarov            |
| 18. November 2012, Sa. 16:30 Uhr in Göteborg, Scandinavium      | 3.273 Zuschauer Spielbericht  | IK Sävehof Tønnesen 5                         | 22 : 32 (10 : 14) | KC Veszprém 8 Császár                |
| 18. Oktober 2012, Do. 19:00 Uhr in Veszprém, Veszprém Aréna     | 5.019 Zuschauer Spielbericht  | KC Veszprém Nagy 9                            | 31 : 30 (14 : 15) | THW Kiel 8 Sigurðsson                |
| 18. Oktober 2012, Do. 20:00 Uhr in Buzău, Romeo Iamandi         | 1.300 Zuschauer Spielbericht  | HCM Constanța Čutura 4                        | 22 : 17 (10 : 5)  | RK Celje 3 Lékai                     |
| 15. November 2012, Do. 18:30 Uhr in Bukarest, Sala Polivalentă  | 3.000 Zuschauer Spielbericht  | HCM Constanța Humet 5                         | 23 : 28 (13 : 12) | Atlético Madrid 8 Lazarov, Markussen |
| 17. November 2012, Sa. 16:30 Uhr in Celje, Zlatorog Arena       | 4.500 Zuschauer Spielbericht  | RK Celje Marguč 7                             | 31 : 28 ( 7 : 7)  | THW Kiel 7 Sigurðsson                |
| 21. November. 2012, Mi. 19:00 Uhr in Kiel, Sparkassen-Arena     | 8.250 Zuschauer Spielbericht  | THW Kiel Ekberg 9                             | 30 : 26 (13 : 12) | RK Celje 11 Marguč                   |
| 24. November 2012, Sa. 19:00 Uhr in Veszprém, Veszprém Aréna    | 5.019 Zuschauer Spielbericht  | KC Veszprém Császár, Sulić 5                  | 34 : 24 (17 : 15) | IK Sävehof 6 Bliznac                 |
| 25. November 2012, So. 17:00 Uhr in Madrid, Palacio Vistalegre  | 4.027 Zuschauer Spielbericht  | Atlético Madrid Lazarov, Parrondo 4           | 25 : 24 (12 : 11) | HCM Constanța 6 Toma                 |
| 29. November 2012, Do. 20:00 Uhr in Buzău, Romeo Iamandi        | 1.400 Zuschauer Spielbericht  | HCM Constanța Toma 7                          | 28 : 23 (18 : 9)  | IK Sävehof 5 Fridén                  |
| 1. Dezember 2012, Sa. 19:00 Uhr in Celje, Zlatorog Arena        | 5.827 Zuschauer Spielbericht  | RK Celje Marguč 5                             | 19 : 24 ( 9 : 11) | KC Veszprém 4 Császár, Nagy          |
| 2. Dezember 2012, So. 17:15 Uhr in Kiel, Sparkassen-Arena       | 10.000 Zuschauer Spielbericht | THW Kiel Jícha 13                             | 31 : 27 (15 : 15) | Atlético Madrid 8 Markussen          |
| 9. Februar 2013, Sa. 16:00 Uhr in Göteborg, Scandinavium        | 4.531 Zuschauer Spielbericht  | IK Sävehof Bliznac 9                          | 29 : 40 (15 : 20) | THW Kiel 9 Ekberg                    |
| 9. Februar 2013, Sa. 17:15 Uhr in Veszprém, Veszprém Aréna      | 5.000 Zuschauer Spielbericht  | KC Veszprém Császár 9                         | 31 : 21 (14 : 11) | HCM Constanța 4 Čutura               |
| 10. Februar 2013, So. 18:00 Uhr in Madrid, Palacio Vistalegre   | 4.676 Zuschauer Spielbericht  | Atlético Madrid Cañellas, Lazarov, Parrondo 5 | 26 : 24 (14 : 15) | RK Celje 9 Mačkovšek                 |
| 16. Februar 2013, Sa. 16:30 Uhr in Celje, Zlatorog Arena        | 4.000 Zuschauer Spielbericht  | RK Celje Mačkovšek 6                          | 24 : 19 (11 : 6)  | HCM Constanța 5 Čutura, Sadoveac     |
| 17. Februar 2013, So. 17:00 Uhr in Madrid, Palacio Vistalegre   | 4.923 Zuschauer Spielbericht  | Atlético Madrid Lazarov, Parrondo 5           | 32 : 25 (14 : 11) | IK Sävehof 7 Bliznac                 |
| 17. Februar 2013, So. 19:00 Uhr in Kiel, Sparkassen-Arena       | 10.200 Zuschauer Spielbericht | THW Kiel Sigurðsson 7                         | 32 : 21 (17 : 13) | KC Veszprém 5 Nagy                   |
| 20. Februar 2013, Mi. 20:00 Uhr in Bukarest, Sala Polivalentă   | 2.500 Zuschauer Spielbericht  | HCM Constanța Toma 6                          | 25 : 28 (11 : 16) | THW Kiel 7 Jícha                     |
| 21. Februar 2013, Do. 19:00 Uhr in Göteborg, Scandinavium       | 2.450 Zuschauer Spielbericht  | IK Sävehof Ottosson 6                         | 24 : 29 (10 : 14) | RK Celje 9 Marguč                    |
| 23. Februar 2013, Sa. 17:15 Uhr in Veszprém, Veszprém Aréna     | 5.008 Zuschauer Spielbericht  | KC Veszprém Ugalde García 6                   | 26 : 19 (12 : 8)  | Atlético Madrid 4 Masachs            |

### Gruppe C
| Pl. | Mannschaft            | Sp. | S  | U | N | T   | GT  | Diff | Pkt |
| --- | --------------------- | --- | -- | - | - | --- | --- | ---- | --- |
| 1.  | KS Kielce             | 10  | 10 | 0 | 0 | 305 | 249 | + 56 | 20  |
| 2.  | RK Metalurg Skopje    | 10  | 07 | 0 | 3 | 271 | 215 | + 56 | 14  |
| 3.  | RK Gorenje Velenje    | 10  | 06 | 0 | 4 | 281 | 250 | + 31 | 12  |
| 4.  | Bjerringbro-Silkeborg | 10  | 04 | 0 | 6 | 259 | 281 | − 22 | 08  |
| 5.  | Chambéry Savoie HB    | 10  | 02 | 0 | 8 | 266 | 294 | − 28 | 04  |
| 6.  | GK Sankt Petersburg   | 10  | 01 | 0 | 9 | 225 | 318 | − 93 | 02  |

| 29. September 2012, Sa. 20:00 Uhr in Velenje, Rdeča dvorana                  | 1.100 Zuschauer Spielbericht | RK Gorenje Velenje Bezjak 9                           | 35 : 22 (16 : 10) | GK Sankt Petersburg 4 Pyschkin               |
| 30. September 2012, So. 17:00 Uhr in Kielce, Hala Legionów                   | 4.200 Zuschauer Spielbericht | KS Kielce Čupić 9                                     | 35 : 26 (17 : 12) | Bjerringbro-Silkeborg 8 Jørgensen            |
| 30. September 2012, So. 19:00 Uhr in Chambéry, Le Phare                      | 3.000 Zuschauer Spielbericht | Chambéry Savoie HB Bašić 7                            | 30 : 33 (13 : 15) | RK Metalurg Skopje 7 Manaskov                |
| 6. Oktober 2012, Sa. 18:00 Uhr in Skopje, Sportski centar Boris Trajkovski   | 6.000 Zuschauer Spielbericht | RK Metalurg Skopje Georgievski 7                      | 30 : 23 (13 : 6)  | RK Gorenje Velenje 8 Bezjak                  |
| 6. Oktober 2012, Sa. 19:00 Uhr in Sankt Petersburg, Jubileiny-Sportkomplex   | 120 Zuschauer Spielbericht   | GK Sankt Petersburg Nassyrow 7                        | 21 : 31 (10 : 17) | KS Kielce 12 Čupić                           |
| 7. Oktober 2012, So. 17:00 Uhr in Silkeborg, Jysk Arena                      | 1.813 Zuschauer Spielbericht | Bjerringbro-Silkeborg Mortensen 8                     | 25 : 23 (14 : 15) | Chambéry Savoie HB 8 Nyokas                  |
| 13. Oktober 2012, Sa. 17:00 Uhr in Kielce, Hala Legionów                     | 4.200 Zuschauer Spielbericht | KS Kielce Jurecki 8                                   | 30 : 24 (13 : 12) | RK Gorenje Velenje 9 Melić                   |
| 13. Oktober 2012, Sa. 19:00 Uhr in Sankt Petersburg, Jubileiny-Sportkomplex  | 200 Zuschauer Spielbericht   | GK Sankt Petersburg Grigorjew 9                       | 31 : 27 (19 : 12) | Chambéry Savoie HB 10 Bašić                  |
| 14. Oktober 2012, So. 17:00 Uhr in Silkeborg, Jysk Arena                     | 2.000 Zuschauer Spielbericht | Bjerringbro-Silkeborg Lauge 5                         | 23 : 26 (14 : 11) | RK Metalurg Skopje 7 Mojsovski               |
| 17. Oktober 2012, Mi. 20:00 Uhr in Velenje, Rdeča dvorana                    | 1.200 Zuschauer Spielbericht | RK Gorenje Velenje Melić 9                            | 31 : 23 (14 : 8)  | Bjerringbro-Silkeborg 4 Baagøe               |
| 20. Oktober 2012, Sa. 18:00 Uhr in Skopje, Sportski centar Boris Trajkovski  | 6.200 Zuschauer Spielbericht | RK Metalurg Skopje Vugrinec 11                        | 32 : 19 (15 : 11) | GK Sankt Petersburg 4 Nassyrow               |
| 21. Oktober 2012, So. 19:00 Uhr in Chambéry, Le Phare                        | 3.400 Zuschauer Spielbericht | Chambéry Savoie HB Detrez 7                           | 26 : 36 (15 : 18) | KS Kielce 8 Čupić                            |
| 18. November 2012, So. 16:30 Uhr in Skopje, Sportski centar Boris Trajkovski | 6.900 Zuschauer Spielbericht | RK Metalurg Skopje Vugrinec 7                         | 21 : 23 (12 : 10) | KS Kielce 8 Čupić                            |
| 18. November 2012, So. 19:00 Uhr in Chambéry, Le Phare                       | 3.600 Zuschauer Spielbericht | Chambéry Savoie HB Marroux 5                          | 20 : 31 (09 : 16) | RK Gorenje Velenje 8 Melić                   |
| 18. November 2012, So. 20:00 Uhr in Sankt Petersburg, Jubileiny-Sportkomplex | 400 Zuschauer Spielbericht   | GK Sankt Petersburg Pyschkin, Semenow 4               | 23 : 35 (11 : 18) | Bjerringbro-Silkeborg 7 Jørgensen, Mortensen |
| 24. November 2012, Sa. 16:30 Uhr in Velenje, Rdeča dvorana                   | 1.100 Zuschauer Spielbericht | RK Gorenje Velenje Dolenec, Melić 8                   | 31 : 25 (18 : 13) | Chambéry Savoie HB 6 G. Gille                |
| 24. November 2012, Sa. 17:00 Uhr in Silkeborg, Jysk Arena                    | 1.971 Zuschauer Spielbericht | Bjerringbro-Silkeborg Jørgensen, Mortensen 8          | 31 : 22 (17 : 12) | GK Sankt Petersburg 9 Nassyrow               |
| 24. November 2012, Sa. 18:00 Uhr in Kielce, Hala Legionów                    | 4.000 Zuschauer Spielbericht | KS Kielce Jurecki 6                                   | 21 : 20 (8 : 12)  | RK Metalurg Skopje 6 Mojsovski               |
| 1. Dezember 2012, Sa. 14:00 Uhr in Sankt Petersburg, Jubileiny-Sportkomplex  | 500 Zuschauer Spielbericht   | GK Sankt Petersburg Pyschkin 4                        | 25 : 32 (13 : 16) | RK Gorenje Velenje 9 Dolenec                 |
| 1. Dezember 2012, Sa. 18:00 Uhr in Skopje, Hala Legionów                     | 6.963 Zuschauer Spielbericht | RK Metalurg Skopje Vugrinec 7                         | 26 : 21 (13 : 12) | Chambéry Savoie HB 8 Paty                    |
| 2. Dezember 2012, So. 17:00 Uhr in Silkeborg, Jysk Arena                     | 1.752 Zuschauer Spielbericht | Bjerringbro-Silkeborg Lauge, Mortensen, Toft Hansen 5 | 25 : 34 (11 : 18) | KS Kielce 6 Jurecki, Lijewski                |
| 9. Februar 2013, Sa. 16:30 Uhr in Velenje, Rdeča dvorana                     | 1.200 Zuschauer Spielbericht | RK Gorenje Velenje Bezjak 7                           | 23 : 19 (10 : 10) | RK Metalurg Skopje 7 Mojsovski               |
| 9. Februar 2013, Sa. 17:00 Uhr in Kielce, Hala Legionów                      | 4.000 Zuschauer Spielbericht | KS Kielce Jachlewski 6                                | 30 : 29 (20 : 14) | GK Sankt Petersburg 5 Nassyrow               |
| 10. Februar 2013, So. 17:00 Uhr in Chambéry, Le Phare                        | 3.200 Zuschauer Spielbericht | Chambéry Savoie HB Marroux 6                          | 29 : 26 (14 : 12) | Bjerringbro-Silkeborg 6 Mortensen            |
| 16. Februar 2013, Sa. 17:00 Uhr in Kielce, Hala Legionów                     | 4.000 Zuschauer Spielbericht | KS Kielce Jachlewski, Jurecki 8                       | 36 : 32 (18 : 17) | Chambéry Savoie HB 9 Paty                    |
| 16. Februar 2013, Sa. 19:00 Uhr in Sankt Petersburg, Jubileiny-Sportkomplex  | 300 Zuschauer Spielbericht   | GK Sankt Petersburg Semenow 4                         | 14 : 32 (10 : 18) | RK Metalurg Skopje 7 Mojsovski, Vugrinec     |
| 17. Februar 2013, So. 17:00 Uhr in Silkeborg, Jysk Arena                     | 1.856 Zuschauer Spielbericht | Bjerringbro-Silkeborg Lauge Schmidt 7                 | 27 : 26 (12 : 14) | RK Gorenje Velenje 9 Dolenec                 |
| 23. Februar 2013, Sa. 16:30 Uhr in Velenje, Rdeča dvorana                    | 1.300 Zuschauer Spielbericht | RK Gorenje Velenje Cehte 7                            | 25 : 29 (14 : 13) | KS Kielce 7 Ólafsson                         |
| 24. Februar 2013, So. 17:00 Uhr in Skopje, Sportski centar Boris Trajkovski  | 6.963 Zuschauer Spielbericht | RK Metalurg Skopje Kozlina 7                          | 32 : 18 (18 : 14) | Bjerringbro-Silkeborg 4 Kirkegaard           |
| 24. Februar 2013, So. 19:00 Uhr in Chambéry, Le Phare                        | 3.500 Zuschauer Spielbericht | Chambéry Savoie HB Paty 7                             | 33 : 19 (19 : 8)  | GK Sankt Petersburg 5 Sememow                |

### Gruppe D
| Pl. | Mannschaft            | Sp. | S | U | N | T   | GT  | Diff | Pkt |
| --- | --------------------- | --- | - | - | - | --- | --- | ---- | --- |
| 1.  | FC Barcelona          | 10  | 9 | 0 | 1 | 321 | 252 | + 69 | 18  |
| 2.  | Füchse Berlin         | 10  | 8 | 0 | 2 | 290 | 279 | + 11 | 16  |
| 3.  | HC Dinamo Minsk       | 10  | 5 | 1 | 4 | 276 | 259 | + 17 | 11  |
| 4.  | SC Szeged             | 10  | 3 | 0 | 7 | 260 | 284 | − 33 | 06  |
| 5.  | RK Zagreb             | 10  | 2 | 1 | 7 | 266 | 284 | − 18 | 05  |
| 6.  | Kadetten Schaffhausen | 10  | 2 | 0 | 8 | 284 | 330 | − 46 | 04  |

| 27. September 2012, Do. 20:00 Uhr in Schaffhausen, BBC-Arena           | 2.900 Zuschauer Spielbericht  | Kadetten Schaffhausen Stojanović 4      | 23 : 33 (12 : 17) | FC Barcelona 5 Rocas                     |
| 29. September 2012, Sa. 18:30 Uhr in Zagreb, Arena Zagreb              | 4.000 Zuschauer Spielbericht  | RK Zagreb Šprem 6                       | 30 : 27 (15 : 8)  | SC Szeged 6 Prodanović                   |
| 30. September 2012, So. 16:15 Uhr in Berlin, Velodrom                  | 3.813 Zuschauer Spielbericht  | Füchse Berlin Ninčević 8                | 29 : 25 (13 : 13) | HC Dinamo Minsk 5 Atman                  |
| 4. Oktober 2012, Do. 19:30 Uhr in Minsk, Sportpalast Minsk             | 3.200 Zuschauer Spielbericht  | HC Dinamo Minsk Atman 7                 | 27 : 27 (14 : 11) | RK Zagreb 6 Valčić                       |
| 6. Oktober 2012, Sa. 16:15 Uhr in Barcelona, Palau Blaugrana           | 2.318 Zuschauer Spielbericht  | FC Barcelona Rutenka 8                  | 34 : 23 (15 : 10) | Füchse Berlin 5 Pevnov                   |
| 6. Oktober 2012, Sa. 17:15 Uhr in Szeged, Városi Sportcsarnok Szeged   | 3.000 Zuschauer Spielbericht  | SC Szeged Šulc 11                       | 30 : 29 (12 : 14) | Kadetten Schaffhausen 5 Dissinger        |
| 11. Oktober 2012, Do. 20:00 Uhr in Schaffhausen, BBC-Arena             | 2.150 Zuschauer Spielbericht  | Kadetten Schaffhausen Dissinger 6       | 28 : 27 (16 : 15) | RK Zagreb 9 Marić                        |
| 13. Oktober 2012, Sa. 16:15 Uhr in Barcelona, Palau Blaugrana          | 1.888 Zuschauer Spielbericht  | FC Barcelona Sarmiento Melián 5         | 25 : 24 (12 : 13) | HC Dinamo Minsk 5 Ostrouschko            |
| 14. Oktober 2012, So. 16:00 Uhr in Szeged, Városi Sportcsarnok Szeged  | 3.000 Zuschauer Spielbericht  | SC Szeged Balogh 5                      | 22 : 29 (14 : 14) | Füchse Berlin 7 Ninčević                 |
| 17. Oktober 2012, Mi. 19:00 Uhr in Berlin, Max-Schmeling-Halle         | 5.259 Zuschauer Spielbericht  | Füchse Berlin Bult 5                    | 31 : 27 (14 : 11) | Kadetten Schaffhausen 9 Mamić            |
| 18. Oktober 2012, Do. 18:30 Uhr in Minsk, Sportpalast Minsk            | 3.250 Zuschauer Spielbericht  | HC Dinamo Minsk Ševaljević 9            | 29 : 24 (17 : 10) | SC Szeged 4 Larholm                      |
| 20. Oktober 2012, Sa. 18:00 Uhr in Zagreb, Arena Zagreb                | 10.000 Zuschauer Spielbericht | RK Zagreb Horvat 6                      | 21 : 32 (12 : 13) | FC Barcelona 6 García                    |
| 15. November 2012, Do. 19:30 Uhr in Berlin, Max-Schmeling-Halle        | 5.385 Zuschauer Spielbericht  | Füchse Berlin Romero 8                  | 29 : 27 (12 : 13) | RK Zagreb 5 Horvat, Špiler, Stepančić    |
| 15. November 2012, Do. 20:00 Uhr in Minsk, Sportpalast Minsk           | 2.950 Zuschauer Spielbericht  | HC Dinamo Minsk Atman, Onufrijenko 7    | 33 : 23 (14 : 12) | Kadetten Schaffhausen 7 Stojanović       |
| 18. November 2012, So. 18:30 Uhr in Szeged, Városi Sportcsarnok Szeged | 3.200 Zuschauer Spielbericht  | SC Szeged Larholm, Šulc 8               | 28 : 33 (15 : 18) | FC Barcelona 7 Rocas                     |
| 22. November 2012, Do. 20:00 Uhr in Schaffhausen, BBC-Arena            | 1.750 Zuschauer Spielbericht  | Kadetten Schaffhausen Pendic 8          | 28 : 33 (14 : 16) | HC Dinamo Minsk 6 Babitschau, Ševaljević |
| 24. November 2012, Sa. 16:15 Uhr in Barcelona, Palau Blaugrana         | 2.018 Zuschauer Spielbericht  | FC Barcelona Rocas 5                    | 33 : 24 (16 : 13) | SC Szeged 6 Šulc                         |
| 24. November 2012, Sa. 18:00 Uhr in Zagreb, Arena Zagreb               | 7.500 Zuschauer Spielbericht  | RK Zagreb Stepančić 8                   | 24 : 25 (12 : 9)  | Füchse Berlin 7 Sellin                   |
| 1. Dezember 2012, Sa. 16:15 Uhr in Barcelona, Palau Blaugrana          | 2.315 Zuschauer Spielbericht  | FC Barcelona Nøddesbo 7                 | 36 : 25 (19 : 13) | Kadetten Schaffhausen 6 Starczan         |
| 1. Dezember 2012, Sa. 17:15 Uhr in Szeged, Városi Sportcsarnok Szeged  | 3.200 Zuschauer Spielbericht  | SC Szeged Šulc 9                        | 26 : 24 (16 : 10) | RK Zagreb 6 Stepančić                    |
| 2. Dezember 2012, So. 17:30 Uhr in Minsk, Sportpalast Minsk            | 3.000 Zuschauer Spielbericht  | HC Dinamo Minsk Onfrijenko 9            | 31 : 24 (16 : 15) | Füchse Berlin 6 Jaszka                   |
| 7. Februar 2013, Do. 20:00 Uhr in Schaffhausen, BBC-Arena              | 1.870 Zuschauer Spielbericht  | Kadetten Schaffhausen Kukučka, Pendic 8 | 36 : 29 (21 : 14) | SC Szeged 10 Šulc                        |
| 9. Februar 2013, Sa. 18:00 Uhr in Zagreb, Arena Zagreb                 | 9.000 Zuschauer Spielbericht  | RK Zagreb Horvat 9                      | 23 : 25 (10 : 14) | HC Dinamo Minsk 6 Atman                  |
| 10. Februar 2013, So. 17:15 Uhr in Berlin, O2 World Berlin             | 13.333 Zuschauer Spielbericht | Füchse Berlin Ninčević 6                | 31 : 30 (14 : 16) | FC Barcelona 8 Tomás                     |
| 14. Februar 2013, Do. 20:00 Uhr in Schaffhausen, BBC-Arena             | 3.500 Zuschauer Spielbericht  | Kadetten Schaffhausen Pendic 8          | 35 : 40 (16 : 21) | Füchse Berlin 8 Ninčević                 |
| 16. Februar 2013, Sa. 15:30 Uhr in Szeged, Városi Sportcsarnok Szeged  | 3.000 Zuschauer Spielbericht  | SC Szeged Ancsin 7                      | 26 : 21 (12 : 5)  | HC Dinamo Minsk 6 Ševaljević             |
| 16. Februar 2013, Sa. 16:15 Uhr in Barcelona, Palau Blaugrana          | 1.784 Zuschauer Spielbericht  | FC Barcelona Tomás 6                    | 35 : 25 (19 : 10) | RK Zagreb 5 Valčić                       |
| 21. Februar 2013, Do. 20:00 Uhr in Minsk, Sportpalast Minsk            | 4.100 Zuschauer Spielbericht  | HC Dinamo Minsk Ševaljević 8            | 28 : 30 (13 : 18) | FC Barcelona 10 Rutenka                  |
| 23. Februar 2013, Sa. 18:00 Uhr in Zagreb, Arena Zagreb                | 6.000 Zuschauer Spielbericht  | RK Zagreb Mandalinić 8                  | 38 : 30 (20 : 13) | Kadetten Schaffhausen 9 Pendic           |
| 24. Februar 2013, So. 19:00 Uhr in Berlin, Max-Schmeling-Halle         | 4.700 Zuschauer Spielbericht  | Füchse Berlin Sellin 6                  | 29 : 24 (15 : 10) | SC Szeged 7 Šulc                         |

## Achtelfinale

### Qualifizierte Teams
| Gruppen 1. HSV Hamburg KC Veszprém KS Kielce FC Barcelona | Gruppen 2. SG Flensburg-Handewitt THW Kiel RK Metalurg Skopje Füchse Berlin | Gruppen 3. Medwedi Tschechow Atlético Madrid RK Gorenje Velenje HC Dinamo Minsk | Gruppen 4. Ademar León RK Celje Bjerringbro-Silkeborg SC Szeged |

### Ausgeloste Spiele und Ergebnisse
Die Auslosung der Achtelfinalspiele fand am 26. Februar 2013 in Wien statt.
Im Achtelfinale trifft immer ein Gruppenerster auf einen Gruppenvierten (= Hälfte A) und ein Gruppenzweiter auf einen Gruppendritten (= Hälfte B) einer anderen Gruppe.
Die Gruppenersten und Gruppenzweiten haben das Recht, das Rückspiel zu Hause auszutragen.
Die Hinspiele finden vom 14. – 17. März 2013 statt, die Rückspiele vom 21. – 24. März 2013.
|          | Mannschaft 1                       | Mannschaft 2                       | Hinspiel             | Rückspiel            | Gesamt  |
| -------- | ---------------------------------- | ---------------------------------- | -------------------- | -------------------- | ------- |
| Hälfte A | Bjerringbro-Silkeborg Mortensen 13 | FC Barcelona Rutenka 14            | 17.03. So. 17:00 Uhr | 24.03. So. 17:15 Uhr | 50 : 58 |
| Hälfte A | Bjerringbro-Silkeborg Mortensen 13 | FC Barcelona Rutenka 14            | 26 : 32 (12 : 15)    | 24 : 26 (12 : 13)    | 50 : 58 |
| Hälfte A | Bjerringbro-Silkeborg Mortensen 13 | FC Barcelona Rutenka 14            | 2.600 Zuschauer      | 2.754 Zuschauer      | 50 : 58 |
| Hälfte A | Ademar León Ruesga 9               | KC Veszprém Nagy 11                | 17.03. So. 17:00 Uhr | 23.03. Sa. 16:00 Uhr | 45 : 56 |
| Hälfte A | Ademar León Ruesga 9               | KC Veszprém Nagy 11                | 20 : 23 (8 : 11)     | 25 : 33 (14 : 15)    | 45 : 56 |
| Hälfte A | Ademar León Ruesga 9               | KC Veszprém Nagy 11                | 5.000 Zuschauer      | 5.000 Zuschauer      | 45 : 56 |
| Hälfte A | SC Szeged Prodanović 13            | KS Kielce Ólafsson 11              | 17.03. So. 15:00 Uhr | 24.03. So. 17:00 Uhr | 53 : 57 |
| Hälfte A | SC Szeged Prodanović 13            | KS Kielce Ólafsson 11              | 26 : 25 (15 : 14)    | 27 : 32 (11 : 14)    | 53 : 57 |
| Hälfte A | SC Szeged Prodanović 13            | KS Kielce Ólafsson 11              | 3.200 Zuschauer      | 4.200 Zuschauer      | 53 : 57 |
| Hälfte A | RK Celje Mačkovšek 20              | HSV Hamburg Lindberg 11            | 16.03. Sa. 16:15 Uhr | 21.03. Do. 19:30 Uhr | 60 : 66 |
| Hälfte A | RK Celje Mačkovšek 20              | HSV Hamburg Lindberg 11            | 29 : 38 (13 : 20)    | 31 : 28 (12 : 13)    | 60 : 66 |
| Hälfte A | RK Celje Mačkovšek 20              | HSV Hamburg Lindberg 11            | 4.200 Zuschauer      | 2.605 Zuschauer      | 60 : 66 |
| Hälfte B | Medwedi Tschechow Gorbok 12        | THW Kiel Ilić 13                   | 14.03. Do. 17:00 Uhr | 24.03. So. 19:30 Uhr | 63 : 65 |
| Hälfte B | Medwedi Tschechow Gorbok 12        | THW Kiel Ilić 13                   | 37 : 35 (19 : 17)    | 26 : 30 (10 : 17)    | 63 : 65 |
| Hälfte B | Medwedi Tschechow Gorbok 12        | THW Kiel Ilić 13                   | 2.700 Zuschauer      | 9.800 Zuschauer      | 63 : 65 |
| Hälfte B | HC Dinamo Minsk Atman 11           | RK Metalurg Skopje Mojsovski 12    | 14.03. Do. 18:00 Uhr | 23.03. Sa. 18:00 Uhr | 45 : 50 |
| Hälfte B | HC Dinamo Minsk Atman 11           | RK Metalurg Skopje Mojsovski 12    | 23 : 26 (12 : 14)    | 22 : 24 (12 : 11)    | 45 : 50 |
| Hälfte B | HC Dinamo Minsk Atman 11           | RK Metalurg Skopje Mojsovski 12    | 4.000 Zuschauer      | 6.963 Zuschauer      | 45 : 50 |
| Hälfte B | Atlético Madrid Cañellas 11        | Füchse Berlin Romero 12            | 17.03. So. 18:00 Uhr | 24.03. So. 18:00 Uhr | 56 : 55 |
| Hälfte B | Atlético Madrid Cañellas 11        | Füchse Berlin Romero 12            | 29 : 29 (13 : 10)    | 27 : 26 (14 : 13)    | 56 : 55 |
| Hälfte B | Atlético Madrid Cañellas 11        | Füchse Berlin Romero 12            | 7.835 Zuschauer      | 9.000 Zuschauer      | 56 : 55 |
| Hälfte B | RK Gorenje Velenje Dolenec 10      | SG Flensburg-Handewitt Glandorf 13 | 17.03. So. 19:30 Uhr | 23.03. Sa. 17:15 Uhr | 50 : 55 |
| Hälfte B | RK Gorenje Velenje Dolenec 10      | SG Flensburg-Handewitt Glandorf 13 | 25 : 28 (14 : 16)    | 25 : 27 (14 : 13)    | 50 : 55 |
| Hälfte B | RK Gorenje Velenje Dolenec 10      | SG Flensburg-Handewitt Glandorf 13 | 1.200 Zuschauer      | 4.001 Zuschauer      | 50 : 55 |

## Viertelfinale

### Qualifizierte Teams
| Hälfte A HSV Hamburg KC Veszprém FC Barcelona KS Kielce | Hälfte B SG Flensburg-Handewitt RK Metalurg Skopje THW Kiel Atlético Madrid |

### Ausgeloste Spiele und Ergebnisse
Die Auslosung der Viertelfinalspiele fand am 26. März 2013 in Wien statt. 
Im Viertelfinale trifft immer eine Mannschaft aus Hälfte A auf eine Mannschaft aus Hälfte B des Achtelfinales. Bei der Auslosung gibt es keinen Nationenschutz; das bedeutet, dass es auch zu Begegnungen zwischen zwei deutschen oder zwei spanischen Mannschaften kommen kann. 
Die Mannschaften aus Hälfte A haben das Recht, das Rückspiel zu Hause auszutragen.
Die Hinspiele finden vom 17. – 21. April 2013 statt, die Rückspiele vom 24. – 28. April 2013.
| Mannschaft 1                            | Mannschaft 2            | Hinspiel             | Rückspiel            | Gesamt  |
| --------------------------------------- | ----------------------- | -------------------- | -------------------- | ------- |
| Atlético Madrid Aguinagalde, Lazarov 13 | FC Barcelona Rutenka 17 | 20.04. Sa. 19:00 Uhr | 27.04. Sa. 19:00 Uhr | 49 : 52 |
| Atlético Madrid Aguinagalde, Lazarov 13 | FC Barcelona Rutenka 17 | 25 : 20 (11 : 10)    | 24 : 32 (9 : 15)     | 49 : 52 |
| Atlético Madrid Aguinagalde, Lazarov 13 | FC Barcelona Rutenka 17 | 11.267 Zuschauer     | 6.521 Zuschauer      | 49 : 52 |
| RK Metalurg Skopje Mojsovski 10         | KS Kielce Jurecki 11    | 21.04. So. 17:00 Uhr | 28.04. So. 17:00 Uhr | 40 : 53 |
| RK Metalurg Skopje Mojsovski 10         | KS Kielce Jurecki 11    | 25 : 27 (13 : 13)    | 15 : 26 (8 : 15)     | 40 : 53 |
| RK Metalurg Skopje Mojsovski 10         | KS Kielce Jurecki 11    | 7.000 Zuschauer      | 4.200 Zuschauer      | 40 : 53 |
| THW Kiel Vujin 15                       | KC Veszprém Nagy 16     | 21.04. So. 17:15 Uhr | 27.04. Sa. 16:00 Uhr | 61 : 59 |
| THW Kiel Vujin 15                       | KC Veszprém Nagy 16     | 32 : 31 (15 : 16)    | 29 : 28 (12 : 14)    | 61 : 59 |
| THW Kiel Vujin 15                       | KC Veszprém Nagy 16     | 10.000 Zuschauer     | 5.000 Zuschauer      | 61 : 59 |
| SG Flensburg-Handewitt Eggert 11        | HSV Hamburg Duvnjak 9   | 21.04. So. 18:45 Uhr | 28.04. So. 18:30 Uhr | 51 : 55 |
| SG Flensburg-Handewitt Eggert 11        | HSV Hamburg Duvnjak 9   | 26 : 32 (14 : 15)    | 25 : 23 (13 : 10)    | 51 : 55 |
| SG Flensburg-Handewitt Eggert 11        | HSV Hamburg Duvnjak 9   | 3.990 Zuschauer      | 7.402 Zuschauer      | 51 : 55 |

## Final Four

### Qualifizierte Teams
Für das Final Four qualifiziert waren:
| THW Kiel FC Barcelona KS Kielce HSV Hamburg |

### Halbfinale
Die Auslosung der Halbfinalspiele fand am 2. Mai 2013 in Köln statt.
Die Halbfinalspiele fanden am 1. Juni 2013 statt. Der Gewinner jeder Partie zog in das Finale der EHF Champions League 2013 ein.
| Mannschaft 1 | Endergebnis       | Mannschaft 2 | Datum und Zeit          |
| ------------ | ----------------- | ------------ | ----------------------- |
| KS Kielce    | 23 : 28 (10 : 13) | FC Barcelona | 01.06.13, Sa. 15:15 Uhr |
| THW Kiel     | 33 : 39 (16 : 19) | HSV Hamburg  | 01.06.13, Sa. 18:00 Uhr |

#### 1. Halbfinale
1. Juni 2013 in Köln, Lanxess Arena, 20.000 Zuschauer.
KS Kielce: Szmal, Losert – Grabarczyk, Jurecki (2), Tkaczyk , Ólafsson (1), Bielecki, Jachlewski (2), Štrlek (4), Stojković  (3), Lijewski (1), Buntić   (2), Musa  (2), Zorman  (2), Rosiński (2), Čupić (2) 
FC Barcelona: Sterbik, Šarić – Nøddesbo (3), García (5), Tomás (4), Entrerríos  (3), Sorhaindo  (1), Sarmiento, Montoro, Gurbindo  (3), Jernemyr, Aguirrezabalaga, Rutenka (8), Straňovský (1), Rocas, Morros 
Schiedsrichter:  Hlynur Leifsson und Anton Pálsson
Quelle: Spielbericht

#### 2. Halbfinale
1. Juni 2013 in Köln, Lanxess Arena, 20.000 Zuschauer.
THW Kiel: Omeyer, Palicka – Toft Hansen, Sigurðsson   (3), Sprenger   (2), Ahlm  (4), Wiencek, Ekberg (2), Pálmarsson (1), Narcisse   (4), Ilić (1), Klein, Jícha (6), Vujin  (10) 
HSV Hamburg: Bitter, Herrmann – Kraus, Schröder, Duvnjak  (11), Jansen  (2), Lacković (1), Flohr , Vori   (5), Lindberg (7), Terzić, Nilsson, Lijewski   (5), Hens (8), Petersen
Schiedsrichter:  Thierry Dentz und Denis Reibel
Quelle: Spielbericht

### Kleines Finale
Das Spiel um Platz 3 fand am 2. Juni 2013 statt. Der Gewinner der Partie war Drittplatzierter der EHF Champions League 2013.
| Mannschaft 1 | Endergebnis       | Mannschaft 2 | Datum und Zeit          |
| ------------ | ----------------- | ------------ | ----------------------- |
| KS Kielce    | 31 : 30 (19 : 12) | THW Kiel     | 02.06.13, So. 15:15 Uhr |

2. Juni 2013 in Köln, Lanxess Arena, 19.250 Zuschauer.
KS Kielce: Szmal, Losert – Grabarczyk , Jurecki  (3), Tkaczyk   (2), Ólafsson, Bielecki  (4), Jachlewski, Štrlek (5), Stojković (8), Lijewski (1), Buntić , Musa, Zorman, Rosiński (1), Čupić  (7)
THW Kiel: Omeyer, Palicka – Toft Hansen (4), Sigurðsson (4), Sprenger (3), Ahlm, Wiencek, Ekberg, Pálmarsson, Narcisse (3), Ilić   (6), Klein (1), Jícha   (6), Vujin (2)
Schiedsrichter:  Ivan Caçador und Eurico Nicolau
Quelle: Spielbericht

### Finale
Das Finale fand am 2. Juni 2013 statt. Der Gewinner der Partie war Sieger der EHF Champions League 2013.
| Mannschaft 1 | Endergebnis                     | Mannschaft 2 | Datum und Zeit          |
| ------------ | ------------------------------- | ------------ | ----------------------- |
| FC Barcelona | 29 : 30 n. V. (25 : 25, 11 : 9) | HSV Hamburg  | 02.06.13, So. 18:00 Uhr |

2. Juni 2013 in Köln, Lanxess Arena, 19.250 Zuschauer.
FC Barcelona: Sterbik, Šarić - Nøddesbo  (3), García  (3), Tomás (7), Entrerríos, Sorhaindo  (1), Sarmiento (2), Montoro (1), Gurbindo   (3), Jernemyr  , Aguirrezabalaga, Rutenka (8), Straňovský (1), Rocas, Morros
HSV Hamburg: Bitter, Herrmann - Kraus (6), Schröder, Duvnjak (4), Jansen (2), Lacković (2), Flohr , Vori    (2), Lindberg (6), Terzić, Nilsson, Lijewski  (3), Hens , Petersen (5) 
Schiedsrichter:  Kenneth Abrahamsen und Arne M. Kristiansen
Quelle: Spielbericht

## Statistiken

### Torschützenliste

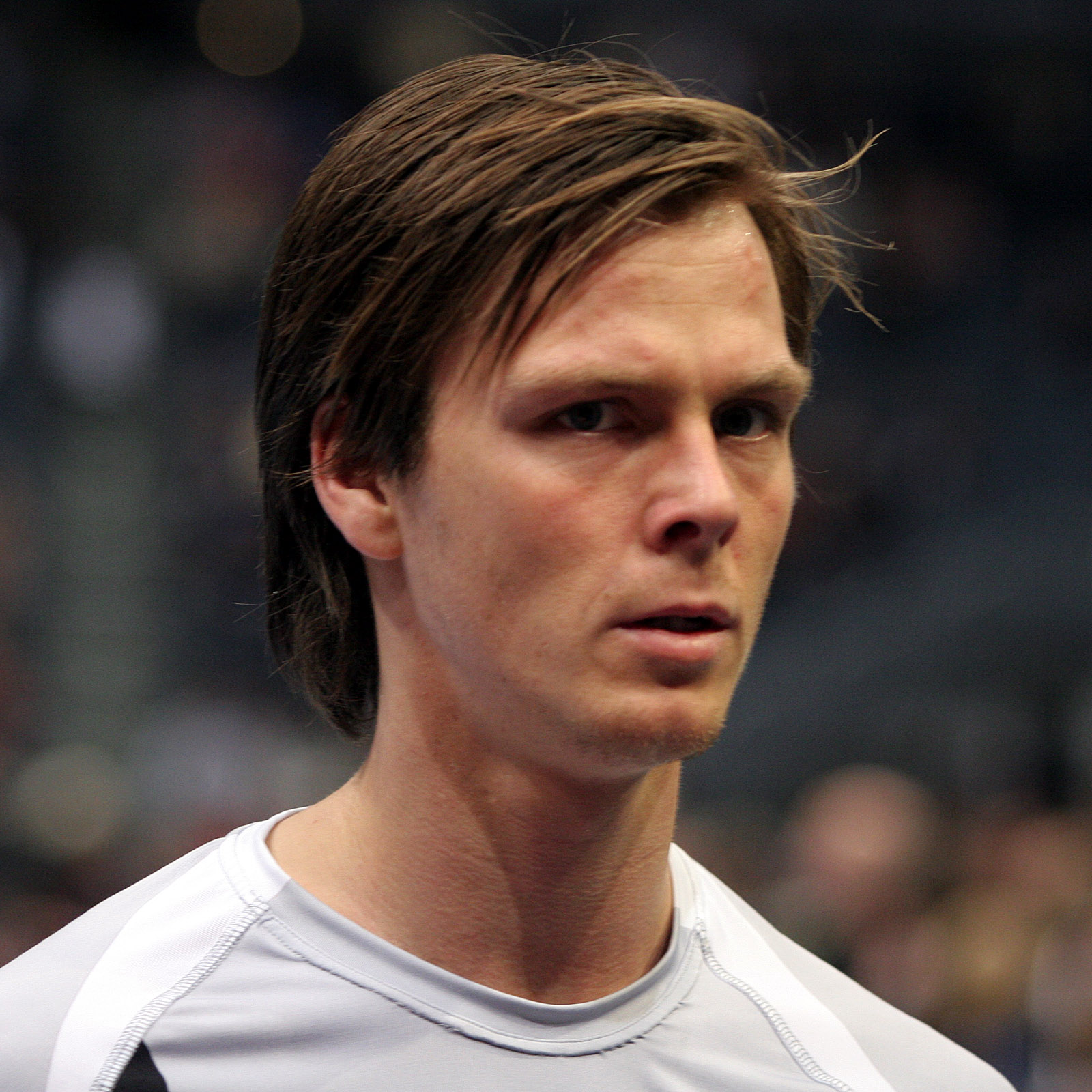
Hans Lindberg

Die Torschützenliste zeigt die zehn besten Torschützen der EHF Champions League 2012/13
| Pl. | Nation         | Spieler          | Pos. | Verein                 | Tore |
| --- | -------------- | ---------------- | ---- | ---------------------- | ---- |
| 1.  | Danemark       | Hans Lindberg    | (RA) | HSV Hamburg            | 101  |
| 2.  | Belarus        | Siarhei Rutenka  | (RL) | FC Barcelona           | 95   |
| 3.  | Danemark       | Anders Eggert    | (LA) | SG Flensburg-Handewitt | 79   |
| 4.  | Polen          | Michał Jurecki   | (RL) | KS Kielce              | 77   |
| 4.  | Nordmazedonien | Naumče Mojsovski | (RM) | RK Metalurg Skopje     | 77   |
| 4.  | Ungarn         | László Nagy      | (RR) | KC Veszprém            | 77   |
| 7.  | Serbien        | Marko Vujin      | (RR) | THW Kiel               | 76   |
| 8.  | Kroatien       | Domagoj Duvnjak  | (RM) | HSV Hamburg            | 73   |
| 8.  | Deutschland    | Holger Glandorf  | (RR) | SG Flensburg-Handewitt | 73   |
| 10. | Slowenien      | Gašper Marguč    | (RA) | RK Celje               | 72   |